# 朝比奈秀夫
朝比奈秀夫（あさひな ひでお、1938年3月28日 - ）は、日本の大蔵官僚。

## 来歴
岐阜県出身。東京大学法学部第2類（公法コース）卒業。1960年 大蔵省に入省（主税局税関部調査統計課）。1979年7月 関税局国際第二課長。その後は国際金融局投資第二課長、同局投資第一課長、銀行局中小金融課長などを経て、1984年6月に大臣官房会計課長。1985年6月25日 神戸税関長となり、1986年6月10日より大臣官房審議官（国際金融局担当）。1988年10月1日に公営企業金融公庫理事。1991年6月27日 大阪証券金融代表取締役社長（1996年6月27日まで）。1996年7月8日 日本万国博覧会記念協会理事長（2003年6月まで）。

## 職歴
- 1960年4月：大蔵省に入省（主税局税関部調査統計課）
- 1962年6月：東海財務局理財部
- 1963年6月：東京国税局調査査察部
- 1964年4月：大臣官房財務参事官付
- 1964年10月：経済企画庁調整局政策課
- 1966年7月：滝川税務署長
- 1967年8月：銀行局金融制度調査官付課長補佐（企画）[3]
- 1970年7月：銀行局総務課長補佐（日本銀行・資金）[4]
- 1971年7月：理財局資金課長補佐（産業投資第二）[5]
- 1972年7月：理財局資金課長補佐（産業投資第一）[6]
- 1973年7月：日本輸出入銀行総務部調査役
- 1974年7月：経済企画庁長官官房企画課長補佐
- 1975年7月：大臣官房付（外務研修）
- 1976年5月：外務省在ベルギー日本国大使館一等書記官
- 1978年4月：外務省在ベルギー日本国大使館参事官
- 1979年1月：外務省欧州共同体日本政府代表部参事官兼在ベルギー日本国大使館参事官
- 1979年7月：関税局国際第二課長
- 1980年6月：国際金融局投資第二課長
- 1982年6月：国際金融局投資第一課長
- 1983年6月：銀行局中小金融課長
- 1984年6月：大臣官房会計課長
- 1985年6月：神戸税関長
- 1986年6月：大臣官房審議官（国際金融局担当）
- 1988年6月：大臣官房付
- 1988年10月：公営企業金融公庫理事